# MTMR3
MTMR3‏ (Myotubularin related protein 3) هوَ بروتين يُشَفر بواسطة جين MTMR3 في الإنسان.